# Beor (Bíblia)
1. Pai de Bela, o primeiro rei de Edom.[1][2]
2. O pai de Balaão e é considerado um profeta pelo Judaísmo; a Talmude diz em Baba Batra 15b "Sete profetas profetizaram aos pagãos, a saber, Balaão e seu pai, Jó, Elifaz, o Temanita, Bildade o suíta, Zofar o naamatita e Eliú, filho de Baraquel, o buzita". Em 2 Pedro 2:15, Beor é chamado de Bosor.